# Pepijn Reinderink
Pepijn Reinderink (født 4. maj 2002 i Almelo) er en cykelrytter fra Holland, der er på kontrakt hos Soudal Quick-Step.